# Grand Prix 1947
Grand Prix-säsongen 1947 bestod av 21 Grand Prix-lopp varav två i Sverige.

## Grand Épreuves
| Grand Prix            | Bana              | Vinnande förare     | Vinnande tillverkare |
| --------------------- | ----------------- | ------------------- | -------------------- |
| Schweiz Grand Prix    | Bremgarten        | Jean-Pierre Wimille | Alfa Romeo           |
| Belgiens Grand Prix   | Spa-Francorchamps | Jean-Pierre Wimille | Alfa Romeo           |
| Italiens Grand Prix   | Monza             | Carlo Felice Trossi | Alfa Romeo           |
| Frankrikes Grand Prix | Lyon-Parilly      | Louis Chiron        | Talbot-Lago          |

## Grand Prix-tävlingar
| Grand Prix                 | Bana          | Vinnande förare       | Vinnande tillverkare |
| -------------------------- | ------------- | --------------------- | -------------------- |
| Sveriges vinter-Grand Prix | Rommehed      | Reg Parnell           | ERA                  |
| Stockholms Grand Prix      | Vallentuna    | Reg Parnell           | ERA                  |
| Paus Grand Prix            | Pau           | Nello Pagani          | Maserati             |
| Roussillons Grand Prix     | Perpignan     | Eugène Chaboud        | Talbot-Lago          |
| Jersey Road Race           | Saint-Helier  | Reg Parnell           | Maserati             |
| Marseilles Grand Prix      | Marseille     | Eugène Chaboud        | Talbot-Lago          |
| Nimes Grand Prix           | Nimes         | Luigi Villoresi       | Maserati             |
| Marnes Grand Prix          | Reims         | Christian Kautz       | Maserati             |
| Albis Grand Prix           | Albi          | Louis Rosier          | Talbot-Lago          |
| Baris Grand Prix           | Bari          | Achille Varzi         | Alfa Romeo           |
| Nice Grand Prix            | Nice          | Luigi Villoresi       | Maserati             |
| Alsaces Grand Prix         | Strasbourg    | Luigi Villoresi       | Maserati             |
| Ulster Trophy              | Ballyclare    | Bob Gerard            | ERA                  |
| Commingues Grand Prix      | Saint-Gaudens | Louis Chiron          | Talbot-Lago          |
| British Empire Trophy      | Douglas       | Bob Gerard            | ERA                  |
| Lausannes Grand Prix       | Lausanne      | Luigi Villoresi       | Maserati             |
| Salos Grand Prix           | Montlhéry     | Yves Giraud-Cabantous | Talbot-Lago          |